# 1 E5
1 E5 = 105 = 100.000 (sto tisoč)
Brezrazsežna števila med 100.000 in 1.000.000 (105 in 106) si lahko lažje predstavljamo s spodnjim seznamom.
- Povprečna človeška glava ima okoli 100.000 do 150.000 las.
- Do julija 2023 je imela slovenska Wikipedija okoli 181.000 člankov.
- Najbolj gledani slovenski film, Pr' Hostar, si je ogledalo 212.812 obiskovalcev kinematografov.
- Število prebivalcev Ljubljane po podatkih za leto 2022 je bilo 284.293.
- Novi Oxfordski slovar angleščine (New Oxford Dictionary of English) vsebuje 350.000 angleških besed.
- Problem osmih dam ima 365.596 rešitev za n = 14.
- V romanu Vojna in mir je 564.000 besed.